# Enomoto Takeaki
Visconde Enomoto Takeaki, em japonês 榎本 武揚 (25 de agosto de 1836 — 26 de agosto de 1908) foi um Almirante naval japonês leal ao Xogunato Tokugawa, que lutou contra o novo governo Meiji até o fim da Guerra Boshin, mas posteriormente serviu o novo governo.